# Marcus Monsen
Marcus Monsen (ur. 19 lutego 1995) – norweski narciarz alpejski, wielokrotny medalista mistrzostw świata juniorów.

## Kariera
Po raz pierwszy na arenie międzynarodowej Marcus Monsen pojawił się 19 listopada 2010 roku w Geilo, gdzie w zawodach juniorskich zajął 104. miejsce w gigancie. W 2014 roku wystartował na mistrzostwach świata juniorów w Jasnej, zdobywając dwa medale. Najpierw zajął trzecie miejsce w superkombinacji, w której lepsi byli jedynie Włoch Matteo de Vettori oraz inny Norweg, Adrian Smiseth Sejersted. Następnie zajął drugie miejsce w gigancie, rozdzielając na podium kolejnych dwóch rodaków: Henrika Kristoffersena oraz Rasmusa Windingstada. Podobne wyniki osiągnął na rozgrywanych rok później mistrzostwach świata juniorów w Hafjell. Wywalczył tam brązowy medal w gigancie, ulegając jedynie Kristoffersenowi i Loïcowi Meillardowi ze Szwajcarii. Następnie zdobył srebrny medal w zjeździe, plasując się za Włochem Henrim Battilanim. Brał też udział w mistrzostwach świata juniorów w Soczi w 2016 roku, zdobywając srebrny medal w kombinacji oraz brązowy w zawodach drużynowych.
W zawodach Pucharu Świata zadebiutował 2 lutego 2014 roku w Sankt Moritz, zajmując 24. miejsce w slalomie. Tym samym już w swoim debiucie zdobył pierwsze pucharowe punkty. W klasyfikacji generalnej sezonu 2013/2014 zajął ostatecznie 140. miejsce. Nie brał udziału w mistrzostwach świata ani igrzyskach olimpijskich.

## Osiągnięcia

### Mistrzostwa świata juniorów
| Miejsce | Dzień     | Rok  | Miejscowość | Konkurencja     | Czas biegu  | Strata  | Zwycięzca                |
| ------- | --------- | ---- | ----------- | --------------- | ----------- | ------- | ------------------------ |
| 3.      | 26 lutego | 2014 | Jasná       | Superkombinacja | 2:21,69 min | +0,09 s | Matteo De Vettori        |
| 10.     | 26 lutego | 2014 | Jasná       | Supergigant     | 1:30,63 min | +0,82 s | Marco Schwarz            |
| 11.     | 2 marca   | 2014 | Jasná       | Zjazd           | 1:17,31 min | +0,61 s | Adrian Smiseth Sejersted |
| 2.      | 4 marca   | 2014 | Jasná       | Gigant          | 2:03,14 min | +1,03 s | Henrik Kristoffersen     |
| 5.      | 5 marca   | 2014 | Jasná       | Slalom          | 1:37,21 min | +1,99 s | Henrik Kristoffersen     |
| 3.      | 8 marca   | 2015 | Hafjell     | Gigant          | 2:23,37 min | +1,16 s | Henrik Kristoffersen     |
| 7.      | 9 marca   | 2015 | Hafjell     | Slalom          | 1:37,55 min | +2,13 s | Henrik Kristoffersen     |
| 4.      | 11 marca  | 2015 | Hafjell     | Kombinacja      | 1:58,25 min | +1,08 s | Loïc Meillard            |
| 8.      | 11 marca  | 2015 | Hafjell     | Supergigant     | 1:15.87 min | +0,71 s | Miha Hrobat              |
| 2.      | 13 marca  | 2015 | Hafjell     | Zjazd           | 1:29,62 min | +0,33 s | Henri Battilani          |
| 18.     | 27 lutego | 2016 | Soczi       | Zjazd           | 1:11,66 min | +1,23 s | Erik Arvidsson           |
| 13.     | 29 lutego | 2016 | Soczi       | Supergigant     | 1:09,95 min | +1,31 s | Matthieu Bailet          |
| 2.      | 1 marca   | 2016 | Soczi       | Superkombinacja | 1:56,16 min | +0,94 s | Štefan Hadalin           |
| 4.      | 3 marca   | 2016 | Soczi       | Gigant          | 2:14,32 min | +2,08 s | Marco Odermatt           |
| 3.      | 4 marca   | 2016 | Soczi       | Drużynowo       | ?           | -       | Słowenia                 |
| 10.     | 5 marca   | 2016 | Soczi       | Slalom          | 1:36,84 min | +3,15 s | Istok Rodeš              |

### Puchar Świata

#### Miejsca w klasyfikacji generalnej
- sezon 2013/2014: 140.

#### Miejsca na podium
Monsen nie stawał na podium zawodów PŚ.